# Hidvéghy Lajos
Hidvéghy Lajos névvariánsok: Hidvégi Lajos, Hídvégi Lajos (Budapest, 1914. november 7. – ? ) magyar színész.

## Életpályája
Szülei kézműves pályára szánták, de beiratkozott a Liszt Ferenc Zeneművészeti Főiskolára is. 1941-ben egy barátja az alakuló hatvani színházhoz hívta meg, ahol a Marica grófnő című operettben sikerrel debütált. Ezután vidéki városokban szerepelt. 1954-ben szerződtette a Fővárosi Víg Színház, amely hamarosan meg is szűnt. 1957-ben Szolnokra került a Szigligeti Színház társulatához, majd rövid időre az Országos Kamaraszínházhoz. 1959-től a Pest Megyei Petőfi Színpad vezető színésze, 1964–1970 között az Állami Déryné Színház tagja volt. Sokoldalú művész volt, zenés darabokban kezdte, majd prózai vígjátékokban, tragédiákban is szerepelt.

## Színházi szerepeiből
- William Shakespeare: Lear király... Alban hercege
- Eugène Scribe: Egy pohár víz... Bolingbrooke
- Johann Strauss: Cigánybáró... báró Feuerstein Joachim
- Iszaak Oszipovics Dunajevszkij: Szabad szél... Marco
- Jurij Szergejevics Miljutyin: Szibériai rapszódia... Balasov kapitány
- Pavel Kohout: Ilyen nagy szerelem... Taláros úr
- Heltai Jenő: A néma levente... pap
- Békeffi István – Lajtai Lajos: Okos mama... János
- Tabi László: Párizsi vendég... Hugolini gróf
- Kacsóh Pongrác: János vitéz... Bagó
- Berté Henrik: Három a kislány... Schubert Ferenc
- Huszka Jenő: Gül Baba
- Ábrahám Pál: Viktória... Mr. Webster
- Eisemann Mihály – Baróti Géza – Dalos László: Bástyasétány 77... Török
- Zerkovitz Béla: Csókos asszony...  Beleznay báró
- Dékány András – Baróti Géza – Vaszy Viktor: Dankó Pista...... Ördögh

## Díjai, elismerései
- Szocialista Kultúráért (1967)